# 칵테일 (2012년 영화)
칵테일(Cocktail)은 영국에서 제작된 호미 아다자니아 감독의 2012년 코미디, 드라마, 멜로/로맨스 영화이다. 디피카 파두콘 등이 주연으로 출연하였다.

## 출연

### 주연
- 디피카 파두콘
- 사이프 알리 칸

### 조연
- 보만 이라니
- 딤플 카파디아